# Lophius
Lophius – rodzaj ryb żabnicokształtnych z rodziny żabnicowatych (Lophiidae).

## Klasyfikacja
Gatunki zaliczane do tego rodzaju:
- Lophius americanus – żabnica amerykańska[3]
- Lophius budegassa – żabnica afrykańska[4]
- Lophius gastrophysus
- Lophius litulon
- Lophius piscatorius – żabnica nawęd[4]
- Lophius vaillanti
- Lophius vomerinus

oraz wymarły
- †Lophius brachysomus[5]